# Шестопал, Виктор Алексеевич
Ви́ктор Алексе́евич Шестопа́л (фин. Victor Chestopal; род. 23 июля 1975, Москва) — финский пианист российского происхождения (гражданин Финляндии с 1997 года).

## Биография
Родился 23 июля 1975 года в Москве.

### Семья
Бабушка: Клавдия Васильевна Пугачёва (18 марта 1906, Павловск — 8 апреля 1996, Москва) — советская актриса театра и кино.
- Отец: Алексей Викторович Шестопал — социальный философ, профессор университета МГИМО, доктор философских наук, Заслуженный работник высшей школы Российской Федерации.
- Мать: Виктория Борисовна Яглинг — виолончелистка, композитор, профессор, Заслуженная артистка РСФСР.

### Образование
Виктор Шестопал учился в школе имени Гнесиных и Центральной музыкальной школе (с 1984 г.), где его преподавателями были Тамара Александровна Бобович, Александр Мндоянц, профессор Лев Власенко и Михаил Плетнёв.
В 12-летнем возрасте дебютировал с оркестром Саратовской Филармонии, исполнив Концерт для фортепиано с оркестром № 1 Мендельсона, а несколько позднее (в июне 1989 г.) дал первый сольный концерт в Рахманиновском зале Московской Консерватории.
С 1990 г. живёт и работает в Хельсинки. Получил высшее музыкальное образование в Академии им. Яна Сибелиуса по классу фортепиано (магистерский диплом 2001) под руководством профессора Эрика Т. Тавастшерны. В период 1992-97 гг. учился у Лазаря Бермана в Академии Incontri col Maestro в Имоле (Италия) и в Академии им. Листа в Веймаре (Германия).

### Конкурсы
В.Шестопал является лауреатом ряда международных конкурсов:
1990 год — Первая премия конкурса Carlo Soliva International Music Competition в Казале Монферрато (Италия).
1993 год — Первая премия III международного конкурса Città di Cantù (Италия).
1994 год — Вторая премия конкурса пианистов имени Май Линд (Maj Lind Piano Competition; Хельсинки, Финляндия).
1995 год — финалист международного конкурса имени королевы Елизаветы (Брюссель, Бельгия).
1997 год — специальный приз конкурса Вана Клиберна (Форт-Уэрт, США).

### Концертная деятельность
Активная международная исполнительская деятельность Шестопала началась в 1991 г. выступлением в Ватикане на концерте для папы Иоанна Павла II: пианист исполнил Первый фортепианный концерт Сергея Прокофьева с Российским национальным оркестром под управлением Михаила Плетнёва. В дальнейшем Шестопал выступал с сольными программами, а также с ведущими мировыми оркестрами и дирижёрами в России, США, Англии, Франции, Бельгии, Люксембурге, Германии, Италии, Швейцарии, Голландии, Финляндии, Чехии, Польше и Сербии, в таких залах, как Palais des Beaux-Arts в Брюсселе, Salle Gaveau в Париже, Schauspielhaus в Берлине, Herkulessaal в Мюнхене, Kolarac в Белграде, Finlandia Hall в Хельсинки и в Большом Зале Московской Консерватории.
С 1988 г. В.Шестопал выступает в ансамбле со своей матерью — виолончелисткой и композитором Викторией Яглинг. В.Шестопалу посвящены несколько произведений В.Яглинг (опубликованы издательством Fennica Gehrman): Концерт для виолончели с оркестром № 1 (1975), 6 пьес для детей (для фортепиано; 1983), 5 миниатюр для фортепиано (2002), Сонатина № 2 для фортепиано (2002), Соната для виолончели и фортепиано № 4 (2002).

### Педагогическая деятельность
Виктор Шестопал вел мастер-классы в Чехии, а также ежегодно проводит мастер-классы в Льеже (Бельгия). С 2010 года преподает во франкоязычной Королевской консерватории Брюсселя. Преподает на следующих языках: английский, русский, французский, итальянский, немецкий и шведский.

### Докторская степень
В 2010 году В.Шестопал получил в Академии им. Яна Сибелиуса (Хельсинки) степень доктора музыки (диссертация «Temporal Correlation in the Goldberg Variations»).